# Arne Hamarsland
Arne Hamarsland, né le 24 juillet 1933 à Fana et mort le 10 avril 2025 à Bergen, est un coureur de demi-fond norvégien.

## Biographie
Arne Hamarsland naît le 24 juillet 1933 à Fana.
Il remporte un total de huit titres de champion du monde senior sur 800 mètres et 1500 mètres entre 1955 et 1963. Il participe également aux Jeux olympiques de Rome en 1960, où il se classe neuvième sur 1500 mètres.
Il reçoit également la Coupe du Roi en 1963 après avoir établi un nouveau record du championnat sur 1500 mètres. Il devient également le premier Norvégien à courir le 1500 mètres en moins de 3 min 40 s.
Arne Hamarsland meurt le 10 avril 2025 à Bergen à l’âge de 91 ans.